# Struške večeri poezije
Struške večeri poezije (makedonski: Струшки вечери на поезијата) jedan su od najstarijih i najvažnijih pjesničkih susreta u jugoistočnoj Europi, koji se održavaju od 1962., a od 1964. i kao međunarodni festival poezije u Strugi u Sjevernoj Makedoniji. 

## Povijest Struških večeri poezije
Prve večeri poezije u Strugi održane su 1962., kao festival makedonskih pjesnika u čast braće Miladinov, koji su rođeni u tom gradu na Ohridskom jezeru. Od tada vlada tradicija da se festival otvara čitanjem pjesme - "T’ga za jug" Konstantina Miladinova. Već od iduće 1963. na Struškim večerima nastupaju i pjesnici iz čitave tadašnje Jugoslavije. Od te godine dodjeljuje se nagrada Braća Miladinovi za najbolju knjigu poezije izdanu u Sjevernoj Makedoniji između dva festivala.
Od 1966. festival je prerastao u međunarodni susret pjesnika čitavog svijeta, na kojem se pobjedniku susreta, pjesniku koji je svojim ukupnim opusom po mišljenju žirija to zaslužio, dodjeljuje Zlatni vijenac poezije (mak. Златен бенец) koji je vremenom postao vrlo cijenjena nagrada. 
Od 2003. Struške večeri poezije blisko surađuju s UNESCO-om, s kojim zajednički dodjeljuju novu nagradu Mostovi Struge za najbolju debitansku knjigu poezije mladih autora iz cijelog svijeta.
Tijekom svog postojanja od gotovo pola stoljeća, festival je ugostio oko 4000 pjesnika, prevoditelja i kritičara iz 95 zemalja svijeta. Uza sve teškoće i grubu realnost u kojoj egzistira, festival je uspio preživjeti i postati jedan od najvažnijih festivala poezije u suvremenom svijetu. 
Od hrvatskih pjesnika nagradu na Struškim večerima poezije dobili su: Miroslav Krleža 1979. i Slavko Mihalić 2002. godine.